# Tessa Schram
 (octobre 2018).
Si vous disposez d'ouvrages ou d'articles de référence ou si vous connaissez des sites web de qualité traitant du thème abordé ici, merci de compléter l'article en donnant les références utiles à sa vérifiabilité et en les liant à la section « Notes et références ».
Pour les articles homonymes, voir Schram.
Tessa Schram, née le 18 octobre 1988 à Amstelveen, est une actrice et réalisatrice néerlandaise.

## Vie privée
Elle est la fille du réalisateur et producteur Dave Schram et de la réalisatrice et productrice Maria Peters.
Elle est la sœur aînée de l'acteur Quinten Schram.

## Filmographie
- 1998 : Een echte hond (nl)
- 1999 : Un gamin (Kruimeltje)
- 2003 : Peter Bell 2 (Pietje Bell 2: De Jacht op de Tsarenkroon)
- 2006 : Afblijven[2]
- 2008 : Marathon Girl

### Séries télévisées
- 2006 : Grijpstra & De Gier (nl)
- 2007 : Spoorloos verdwenen (nl)

### Réalisatrice
- 2012 : Lost and found
- 2014 : Pijnstillers[3]
- 2015 : Dagboek van een callgirl (nl)
- 2016 : Kappen! (nl)[4]
- 2016 : SpangaS
- 2017 : 100% Coco [5]